# 詹姆斯·威廉·布赖恩
詹姆斯·威廉·布赖恩（James William Bryan，1853年6月9日—1903年），是美国第24届肯塔基州副州长。
1853年，出生于肯塔基州波旁郡，1887年，后竞选并成功担任肯塔基州副州长。